# Скроне
Скроне (пол. Skronie, нім. Krühne) — село в Польщі, у гміні Ґосьцино Колобжезького повіту Західнопоморського воєводства.